# Leioproctus flavicornis
Leioproctus flavicornis är en biart som först beskrevs av Maximilian Spinola 1851.  Leioproctus flavicornis ingår i släktet Leioproctus och familjen korttungebin. Inga underarter finns listade i Catalogue of Life.